# Euproctis
Euproctis is een geslacht van vlinders uit de onderfamilie donsvlinders  (Lymantriinae) van de familie der spinneruilen (Erebidae). De wetenschappelijke naam ervan werd in 1819 voorgesteld door Jacob Hübner. Van dit geslacht komen over de hele wereld soorten voor, met name in de Palearctische, Afrikaanse, oosterse en Australische regio's. Moleculair fylogenetische studies geven aan dat het geslacht zoals het momenteel wordt omgrensd een groot aantal niet-verwante geslachten omvat (dat wil zeggen parafyletisch is), waarvan er slechts enkele een naam hebben (bijvoorbeeld de geslachten Kidokuga en Sphrageidus), en daarom aan herziening toe is.

## Soorten
- E. abina Stoll, 1782
- E. abjecta Swinhoe, 1889
- E. abythosticta Collenette, 1947
- E. acatharta Turner, 1906
- E. acmaea Collenette, 1947
- E. acodes Collenette, 1932
- E. acompsa Collenette, 1947
- E. acosmeta Collenette, 1947
- E. acrita Joicey & Talbot, 1917
- E. actor Turner, 1920
- E. aeana Collenette, 1930
- E. aeola Collenette, 1947
- E. aeruginosa Collenette, 1932
- E. aethalodes Collenette, 1929
- E. aethiopica Snellen, 1872
- E. aethodigmata Collenette, 1960
- E. affinis Hering, 1926
- E. aganopa Turner, 1920
- E. alba Swinhoe, 1903
- E. alberici (Dufrane, 1942)
- E. albescens Swinhoe, 1903
- E. albinula Hering, 1926
- E. albociliata Bethune-Baker, 1904
- E. albocillata Bethune-Baker, 1904
- E. albodentata Moore, 1879
- E. albolyclene Holloway, 1999
- E. albopunctata Hampson, 1893
- E. albovenosa Semper, 1899
- E. alikangiae Strand, 1914
- E. allocota Collenette, 1933
- E. amagethes Collenette, 1930
- E. amegethes Collenette, 1930
- E. amydra Collenette, 1929
- E. angulata Matsumura, 1927
- E. anguligera Butler, 1886
- E. angusta Semper, 1899
- E. anisozyga Collenette, 1955
- E. ankasoka Griveaud, 1977
- E. annulipes (Boisduval, 1833)
- E. anomoeoptena Collenette, 1932
- E. anthorrhoea Kollar, 1848
- E. antiphates Hampson, 1893
- E. apatela (Tams, 1930)
- E. apatetica Collenette, 1930
- E. apicipuncta (Holland, 1893)
- E. aplegia Collenette, 1953
- E. apoblepta Collenette, 1953
- E. araucaria Collenette, 1955
- E. arclada Swinhoe, 1903
- E. arenacea Linnaeus, 1767
- E. areolata Hering, 1928
- E. aresca Collenette, 1955
- E. arfaki Bethune-Baker, 1910
- E. argentata Leech, 1899
- E. argentimarginata Wileman & South, 1921
- E. argyrochila Collenette, 1932
- E. aroa Bethune-Baker, 1904
- E. arrogans Lucas, 1900
- E. asaphobalia Collenette, 1932
- E. aspersum Felder, 1874
- E. asteroides Collenette, 1938
- E. audeoudi Collenette, 1938
- E. auranticolor Rothschild, 1915
- E. aurantiicolor Rothschild, 1915
- E. aurata Wileman, 1911
- E. auriflua Schiffermüller, 1775
- E. azela Collenette, 1949
- E. baibarana Matsumura, 1927
- E. bakeri Collenette, 1930
- E. bali Collenette, 1949
- E. baliolalis Swinhoe, 1892
- E. basalis Moore, 1879
- E. beato Bryk, 1934
- E. benguetana Shultze, 1910
- E. biagi Bethune-Baker, 1908
- E. bicolor Janse, 1915
- E. bifasciata Hampson, 1891
- E. bigutta Holland, 1893
- E. biguttulata Wileman & South, 1921
- E. bimaculata Walker, 1855
- E. bipartita Moore, 1879
- E. biplagiata Walker, 1865
- E. bipuncta Griveaud, 1977
- E. bisecta Rothschild, 1915
- E. bolinoides Collenette, 1947
- E. brachycera Collenette, 1938
- E. brachychlaena Collenette, 1935
- E. brevivitta Moore, 1879
- E. brunneipicta Collenette, 1930
- E. butola Collenette, 1939
- E. calva Swinhoe, 1903
- E. callichlaena Collenette, 1935
- E. callipotama Collenette, 1932
- E. camellia Collenette, 1949
- E. canescens Rothschild, 1920
- E. carcassoni Collenette, 1960
- E. catapasta Collenette, 1951
- E. celebensis Swinhoe, 1916
- E. celebesa Strand, 1918
- E. celebesica Strand, 1915
- E. celebesicola Strand, 1915
- E. centro-pallida Matsumura, 1927
- E. centrofascia Matsumura, 1921
- E. ceramozona Collenette, 1931
- E. cerasina Swinhoe, 1903
- E. cerbvina Moore, 1877
- E. cerealces Collenette, 1960
- E. cervina (Moore, 1879)
- E. chibiana Matsumura, 1927
- E. chinobalia Collenette, 1955
- E. chionea Collenette, 1956
- E. chionobalia Collenette, 1933
- E. chionobola Collenette, 1947
- E. chlora Joicey & Talbot, 1917
- E. chlorogaster Collenette, 1938
- E. chlorospila Joicey & Talbot, 1917
- E. chlorozona Collenette, 1951
- E. chllora Joicey & Talbot, 1917
- E. chrysoparypha Collenette, 1933
- E. chrysophaea (Walker, 1865)
- E. chrysorrhoea (Linnaeus, 1758) — Bastaardsatijnvlinder
- E. chrysosoma Collenette, 1939
- E. citrina Moore, 1877
- E. citrinula van Eecke, 1928
- E. citrona Bethune-Baker, 1911
- E. climax Collenette, 1947
- E. commutanda Swinhoe, 1903
- E. compacta Lucas, 1895
- E. confluens Hering, 1926
- E. conionipha Collenette, 1936
- E. coniorta Collenette, 1960
- E. coniortodes Collenette, 1947
- E. coniptera Collenette, 1934
- E. conisalea Collenette, 1949
- E. conistica Collenette, 1935
- E. conizona Collenette, 1933
- E. conradtaria Collenette, 1931
- E. consocia Walker, 1865
- E. conspersa Felder, 1874
- E. conspersana Strand, 1914
- E. convergens Bethune-Baker, 1911
- E. copha Collenette
- E. coreana Matsumura, 1927
- E. cratera Collenette, 1937
- E. crocata (Boisduval, 1847)
- E. crocea Walker, 1865
- E. croceisticta Hampson, 1909
- E. croceola Strand, 1918
- E. crocosticta Hampson, 1905
- E. cryphia Collenette, 1960
- E. cryptosticta Collenette, 1934
- E. curvata Wileman, 1911
- E. dersa Moore, 1859
- E. dewitzi (Grünberg, 1907)
- E. dichroa Felder, 1861
- E. dichthas Collenette, 1949
- E. dinawa Bethune-Baker, 1908
- E. dinellii Collenette, 1947
- E. diploxutha Collenette, 1939
- E. discinata Moore, 1877
- E. discipuncta (Holland, 1893)
- E. discophora Snellen, 1879
- E. diselena Collenette, 1932
- E. disjuncta Aurivillius, 1904
- E. dispersa (Moore, 1879)
- E. disphena Collenette, 1930
- E. dissimilis Wileman, 1910
- E. disticta Bethune-Baker, 1909
- E. distincta Felder, 1874
- E. divisa Walker, 1855
- E. docima Collenette, 1947
- E. drucei Swinhoe, 1903
- E. eclipes Collenette, 1949
- E. edwardsii Newman, 1856
- E. egregia Swinhoe, 1903
- E. ekeikei Bethune-Baker, 1904
- E. electrophaes Collenette, 1935
- E. embammachroa Collenette, 1931
- E. emilei Griveaud, 1973
- E. emprepes Turner, 1931
- E. endoplagia Hampson, 1897
- E. enochra Collenette, 1949
- E. epaxia Turner, 1906
- E. epichrysa Collenette, 1949
- E. epidela Turner, 1906
- E. epiperca Collenette, 1947
- E. episema Collenette, 1954
- E. erecta Moore, 1879
- E. erythropoecila Collenette, 1933
- E. erythrosticta (Hampson, 1910)
- E. eupeperata Collenette, 1947
- E. euphlebodes Collenette, 1947
- E. euproctiformis Strand, 1915
- E. eurybia Collenette, 1959
- E. eurychroa Collenette, 1953
- E. euryochra Collenette, 1953
- E. euthypheres Collenette, 1933
- E. euthysana Turner, 1902
- E. euthysticha Collenette, 1955
- E. exigua Nietner, 1861
- E. faceta Swinhoe, 1903
- E. falkensteinii Dewitz, 1881
- E. fasciata Walker, 1855
- E. faventia Druce, 1899
- E. fervida (Walker, 1863)
- E. fimbriata Lucas, 1891
- E. flava Bremer, 1861
- E. flavicaput Bethune-Baker, 1904
- E. flavicincta Janse, 1915
- E. flavicosta Hampson, 1900
- E. flavinata Walker, 1865
- E. flavipennis Snellen, 1879
- E. flavipunctata Bethune-Baker, 1916
- E. flavolimbata Aurivillius, 1894
- E. flavomarginata Wileman & South, 1921
- E. fleuriotii (Guérin-Méneville, 1862)
- E. flexuosa Veen., 1897
- E. florensis Collenette, 1932
- E. fraterna (Moore, 1883)
- E. fulva Butler, 1882
- E. fulvinigra Hampson, 1905
- E. fulvipennis Hampson, 1910
- E. fulvipuncta Hampson, 1893
- E. fulvobrunnea Collenette, 1932
- E. fumitincta Hampson, 1910
- E. funeralis Swinhoe, 1903
- E. fusca Rothschild, 1915
- E. fuscoradiata Bethune-Baker, 1904
- E. fusipennis Walker, 1862
- E. galactopis Turner, 1902
- E. geminata (Collenette, 1933)
- E. gemitata (Collenette, 1933)
- E. gentia Swinhoe, 1903
- E. geometroides Collenette, 1932
- E. gilvivirgata Collenette, 1932
- E. gita Collenette, 1932
- E. glaphyra Collenette, 1935
- E. globifera Felder, 1874
- E. gracilior Pagenstecher, 1886
- E. grisea Semper, 1898
- E. griseata Bethune-Baker, 1908
- E. guttulata Snellen, 1886
- E. habbema Collenette, 1955
- E. habrostola Turner, 1902
- E. haemodetes Hampson, 1905
- E. hagna Collenette, 1938
- E. hampsoni Swinhoe, 1903
- E. hardenbergia (Janse, 1915)
- E. hargeavesi Collenette, 1931
- E. hargreavesi Collenette, 1931
- E. hemibathes Swinhoe, 1906
- E. hemicneca Collenette, 1955
- E. hemicyclia Collenette, 1930
- E. hemigenes Collenette, 1932
- E. hertha Schultze, 1934
- E. hoenei (Collenette, 1934)
- E. holoxutha Turner, 1902
- E. homonyma Bryk, 1935
- E. hopponis Matsumura, 1933
- E. howra Moore, 1879
- E. hunanensis Collenette, 1938
- E. huntei Warren, 1903
- E. hyalogenys Collenette, 1947
- E. hylaea Collenette, 1955
- E. hylaena Collenette, 1955
- E. hymnolis Turner, 1920
- E. hypocloa Collenette, 1932
- E. hypoenops Collenette, 1939
- E. hypopyra Collenette, 1947
- E. icilia (Stoll, 1791)
- E. idonea Swinhoe, 1903
- E. illanta Swinhoe, 1891
- E. imerina Griveaud, 1977
- E. incisa Hering, 1928
- E. incommoda (Butler, 1882)
- E. inconcisa Walker, 1865
- E. inconspicua Leech, 1899
- E. inepta Butler, 1887
- E. infernalis Hering, 1928
- E. innupta Collenette, 1932
- E. inornata Wileman, 1910
- E. insignis Aurivillius, 1904
- E. insulata Wileman, 1910
- E. ionthada Collenette, 1957
- E. iridescens Janse, 1915
- E. irregularis Bethune-Baker, 1904
- E. iseres Collenette, 1955
- E. javana Aurivillius, 1894
- E. josiata Walker, 1865
- E. juliettae Griveaud, 1973
- E. kala (Moore, 1859)
- E. kalisi Collenette, 1947
- E. kamburonga Holloway, 1976
- E. kamerunica Hering, 1926
- E. kan Matsumura, 1933
- E. kanshireia Wileman, 1910
- E. karapina Strand, 1914
- E. kargalika Moore, 1878
- E. kebeae Bethune-Baker, 1904
- E. kettlewelli Collenette, 1956
- E. kettlwelli Collenette, 1953
- E. khasi Collenette, 1938
- E. korinchi Collenette, 1938
- E. kunupi Collenette, 1938
- E. kurosawai Inoue, 1956
- E. labecula Wileman, 1910
- E. labeculoides Strand, 1914
- E. lactea Moore, 1878
- E. lakato Griveaud, 1977
- E. laniata Hampson, 1905
- E. latifascia (Walker, 1855)
- E. lativitta Moore, 1879
- E. leithiana Moore, 1879
- E. lemuria (Hering, 1926)
- E. leonina Turner, 1903
- E. leontocephala Collenette, 1938
- E. lepidographa Hampson, 1910
- E. leucorhabda Collenette, 1939
- E. leucospila (Walker, 1865)
- E. limbalis Herrich-Schäffer, 1855
- E. limonea (Butler, 1882)
- E. lindoe Collenette, 1947
- E. lipara Collenette, 1930
- E. lithorrina Collenette, 1947
- E. livia Swinhoe, 1903
- E. loda Collenette, 1947
- E. lodra Moore, 1859
- E. longipalpa Collenette, 1938
- E. lucifuga Lucas, 1892
- E. lunata Walker, 1855
- E. lunifera (Walker, 1865)
- E. lusambo Collenette, 1960
- E. lutea Fabricius, 1775
- E. lutearia Bethune-Baker, 1908
- E. luteifascia Hampson, 1891
- E. luteomarginata Bethune-Baker, 1908
- E. luteosa Bethune-Baker, 1908
- E. lyclene Swinhoe, 1904
- E. lyoma Swinhoe, 1904
- E. lyonia Swinhoe, 1904
- E. mackwoodi Collenette, 1938
- E. macnultyi Collenette, 1960
- E. macrocera Collenette, 1933
- E. macrostigma Hampson, 1905
- E. madana Moore, 1859
- E. magna Swinhoe, 1891
- E. magniplaga Gaede, 1932
- E. mahafalensis Griveaud, 1973
- E. malaisei Collenette, 1960
- E. mallalia Schaus, 1927
- E. mambara Bethune-Baker, 1908
- E. marginalis Walker, 1855
- E. marginata Moore, 1879
- E. marojejya Griveaud, 1973
- E. maros Collenette, 1947
- E. mayottensis Collenette, 1955
- E. mediosquamosa Bethune-Baker, 1909
- E. meeki Bethune-Baker, 1904
- E. melalepia Hampson, 1909
- E. melaleuca (Holland, 1893)
- E. melanchroma Collenette, 1939
- E. melania Staudinger, 1891
- E. melanoma Collenette, 1938
- E. melanopholis Hampson, 1910
- E. melanorrhanta Turner, 1931
- E. melanosoma Butler, 1882
- E. melanovis Strand, 1912
- E. melanoxutha Collenette, 1947
- E. melanura (Wallengren, 1860)
- E. mesomelaena Holland, 1893
- E. mesostiba Collenette, 1938
- E. metatropa Collenette, 1947
- E. mima Strand, 1912
- E. mimosa Matsumura, 1933
- E. miniata Kenrick, 1914
- E. minima Roepke, 1935
- E. mirabilis Swinhoe, 1903
- E. mirma Druce, 1899
- E. molunduana Aurivillius, 1925
- E. monoides Collenette, 1960
- E. monophyes Swinhoe, 1906
- E. montis Leech, 1890
- E. moramanga Collenette, 1955
- E. multidentata Hering, 1926
- E. mulleri Snellen, 1877
- E. munda Walker, 1862
- E. mycoides Collenette, 1930
- E. neavei Tams, 1924
- E. nebulosa Rothschild, 1915
- E. negrita Hampson, 1893
- E. neola Swinhoe, 1907
- E. nigra (Holland, 1893)
- E. nigribasalis Swinhoe, 1903
- E. nigricauda Matsumura, 1927
- E. nigrifinis (Swinhoe, 1903)
- E. nigrifulva Gaede, 1932
- E. nigripuncta Janse, 1915
- E. nigroapicalis Bethune-Baker, 1904
- E. nigrofasciata Semper, 1898
- E. nigrolunata Bethune-Baker, 1911
- E. nigrolunulata Bethune-Baker, 1911
- E. nigropuncta Wileman, 1910
- E. nigrosquamosa Bethune-Baker, 1911
- E. niphobola Turner, 1902
- E. niphonis (Butler, 1881)
- E. nigropunctatum Kühne, 2010
- E. niveinotum Strand, 1918
- E. novaguinensis Bethune-Baker, 1908
- E. ochacantha Collenette, 1949
- E. ochrea (Butler, 1878)
- E. ochreata Walker, 1865
- E. ochriaria Hampson, 1910
- E. ochrias Collenette, 1947
- E. ochrilineata Gaede, 1932
- E. ochrocerca Collenette, 1932
- E. ochrocraspeda Collenette, 1932
- E. ochroneura Turner, 1931
- E. ochropleura Collenette, 1932
- E. okinawana Matsumura, 1921
- E. onii Bethune-Baker, 1911
- E. oreolinta Toxopeus, 1948
- E. oreosaura (Swinhoe, 1894)
- E. ormea Swinhoe, 1903
- E. ornata Wichgraf, 1921
- E. orphnaea Collenette, 1932
- E. ostentum Hering, 1926
- E. osuna Swinhoe, 1903
- E. ouria Collenette, 1931
- E. owgarra Bethune-Baker, 1908
- E. palla (Holland, 1893)
- E. pallens Bethune-Baker, 1908
- E. pallida (Kirby, 1896)
- E. pallifrons Semper, 1898
- E. pallipes Snellen, 1879
- E. panabra (Turner, 1902)
- E. panda Collenette, 1938
- E. panselena Collenette, 1908
- E. paraleuca Collenette, 1947
- E. parallela (Holland, 1893)
- E. parallelaria Bethune-Baker, 1904
- E. paraneura Meyrick, 1886
- E. parthena Collenette, 1947
- E. parva Collenette, 1939
- E. pasteopa Collenette, 1955
- E. pauperata Leech, 1899
- E. pecla Swinhoe, 1903
- E. pectinata (Fryer, 1912)
- E. pedolepida Collenette, 1947
- E. pelona Swinhoe, 1891
- E. percnogaster Collenette, 1938
- E. perixesta Collenette, 1954
- E. perpusilla Hering, 1926
- E. perpusillana Strand, 1918
- E. petasma Collenette, 1932
- E. petavia (Stoll, 1782)
- E. phaulia Collenette, 1947
- E. pinoptera Collenette, 1939
- E. piperita (Oberthür, 1880)
- E. plagiata (Walker, 1855)
- E. plana Walker, 1856
- E. poliocerca Collenette, 1930
- E. polytoca Collenette, 1947
- E. pollux Collenette, 1949
- E. postalbata Matsumura, 1933
- E. postbicolor Rothschild, 1915
- E. postfusca Wileman & South, 1917
- E. postica Walker, 1865
- E. postincisa Moore, 1879
- E. potamia Collenette, 1932
- E. praecurrens (Walker, 1865)
- E. pratti Bethune-Baker, 1904
- E. producta (Walker, 1863)
- E. protea Collenette, 1932
- E. proxantha (Holland, 1893)
- E. psammoides Collenette, 1949
- E. pseudoarna Holloway, 1999
- E. pseudoconspersa Strand, 1910
- E. psolarga Collenette, 1947
- E. pterofera Strand, 1914
- E. pulchra Bethune-Baker, 1908
- E. pulchripes Aurivillius, 1904
- E. pulverea Leech, 1888
- E. pumila Felder, 1861
- E. punctifera (Walker, 1855)
- E. purpureofasciata Wileman, 1914
- E. pusilla Hulstaert, 1924
- E. pusillima Strand, 1912
- E. putilla Saalmüller, 1884
- E. putris Hering, 1926
- E. pygmaea (Walker, 1855)
- E. pygmaeola Hulstaert, 1924
- E. pyraustis Meyrick, 1891
- E. pyroxantha Pagenstecher, 1896
- E. quadrangularis Moore, 1879
- E. quadrifascia Bethune-Baker, 1911
- E. radiata Bethune-Baker, 1908
- E. rana Moore, 1865
- E. recraba Swinhoe, 1903
- E. rectifascia Collenette
- E. repanda Walker, 1865
- E. reutlingeri Holland, 1893
- E. revera Swinhoe, 1904
- E. rhabdoides Collenette, 1947
- E. riukiuana Matsumura, 1927
- E. rivularis Gaede, 1916
- E. rotunda (Holland, 1893)
- E. ruanda Collenette, 1933
- E. rubida Bethune-Baker, 1910
- E. rubricosta Fawcett, 1918
- E. rubroguttata Aurivillius, 1904
- E. rubroradiata Bethune-Baker, 1904
- E. rufiterga Hampson, 1910
- E. rufopunctata (Walker, 1862)
- E. sagroides Hampson, 1891
- E. sakaguchii Matsumura, 1927
- E. samarensis W. Schultze, 1910
- E. sambirano Griveaud, 1977
- E. sanguigutta Hampson, 1905
- E. sankuru Collenette, 1960
- E. sarawacensis Talbot, 1926
- E. satyrus Hering, 1926
- E. scintillans (Walker, 1856)
- E. schaliphora Collenette
- E. schintlmagistri Holloway, 1999
- E. seitzi Strand, 1910
- E. semaea Collenette, 1955
- E. seminigra Joicey., 1916
- E. semiochrea Herrich-Schäffer, 1855
- E. semirufa Joicey & Talbot, 1917
- E. semisignata Walker, 1865
- E. semivitta Moore, 1879
- E. semperiana Bryk, 1935
- E. sericaria (Tams, 1924)
- E. sericea Wileman, 1910
- E. servilis Walker, 1865
- E. sexspinae Holloway, 1976
- E. shirakii Matsumura, 1927
- E. shironis Matsumura, 1933
- E. sibulana Semper, 1899
- E. signata (Blanchard, 1844)
- E. signiplaga (Walker, 1862)
- E. similis (Fuessly, 1775) — Donsvlinder
- E. simplex Wileman, 1911
- E. singapura Swinhoe, 1892
- E. sinica Moore, 1879
- E. siribana Semper, 1899
- E. sjoestedti Aurivillius, 1904
- E. sjostedti Aurivillius, 1904
- E. sobrina Moore, 1879
- E. sparsa Wileman, 1910
- E. sphalera Collenette, 1930
- E. sphenognoma Collenette, 1937
- E. spohistes Kiriakoff, 1963
- E. staudingeri Leech, 1888
- E. stenobia Collenette, 1959
- E. stenomorpha Turner, 1920
- E. stenopa Collenette, 1932
- E. stenoptera Collenette, 1932
- E. stenoptila Collenette, 1938
- E. stenosacca Collenette, 1951
- E. stigmatifera Hampson, 1896
- E. stirasta Swinhoe, 1893
- E. stramenta Bethune-Baker, 1908
- E. straminea Leech, 1899
- E. straminicolor Janse, 1915
- E. striata Wileman, 1910
- E. strigata Aurivillius, 1894
- E. suarezia Mabille, 1897
- E. subalba (Janse, 1915)
- E. subfasciata (Walker, 1865)
- E. subflava Bremer, 1864
- E. subfusca Boisduval, 1847
- E. subfuscula Hampson, 1891
- E. sublunata Rothschild, 1920
- E. sublutea Bethune-Baker, 1904
- E. subnobilis Snellen, 1881
- E. subrosea Swinhoe, 1903
- E. suffusa Felder, 1861
- E. sulphurescens Moore, 1888
- E. swinhoei Bethune-Baker, 1904
- E. syntropha Collenette, 1955
- E. tabida (Hering, 1926)
- E. tacita Hering, 1927
- E. tagalica Aurivillius, 1894
- E. taiwana Shiraki, 1913
- E. takamukui Nagano, 1918
- E. taylori Collenette, 1953
- E. temburong Holloway, 1999
- E. terminalis (Walker, 1855)
- E. tessellata (Holland, 1893)
- E. tessmanni Hering, 1926
- E. tetrabalia Collenette, 1930
- E. thiocosma Collenette, 1955
- E. titania Butler, 1879
- E. todara Moore, 1879
- E. torasan (Holland, 1889)
- E. toxopeusi Collenette, 1955
- E. transversa (Moore, 1860)
- E. trispila Turner, 1921
- E. turlini Griveaud, 1977
- E. turneri Swinhoe, 1903
- E. u-grisea Holloway, 1976
- E. ugandicola Strand, 1911
- E. umbrifera Wileman, 1910
- E. urbis Strand, 1925
- E. utilis Swinhoe, 1903
- E. vacillans Walker, 1855
- E. vagans (Hering, 1926)
- E. varians (Walker, 1855)
- E. vastatrix Toxopeus, 1948
- E. velutina Mabille, 1878
- E. venosa  (Moore, 1879)
- E. viola Swinhoe, 1889
- E. virginea Bethune-Baker, 1904
- E. virgo Swinhoe, 1903
- E. virguncula Walker, 1855
- E. viridoculata Holloway, 1976
- E. wilemani Collenette, 1929
- E. xanthomelaena (Holland, 1893)
- E. xanthosoma Hampson, 1910
- E. xuthoaria Collenette, 1955
- E. xuthoptera Turner, 1921
- E. xuthosterna Turner, 1924
- E. xylina Swinhoe, 1903
- E. yulei Bethune-Baker, 1904
- E. zorodes Collenette, 1955